# Чернооченко Анатолій Васильович
Чернооченко Анатолій Васильович (1927—1991) — український радянський звукооператор. Був членом Спілки кінематографістів України.

## Біографія
Народився 16 червня 1927 р. в м. Крюкові-на-Дніпрі Полтавської обл. в родині робітника.
Закінчив Київський інститут кіноінженерів (1954).
З 1954 р. працював на Київській кіностудії ім. О. П. Довженка старшим техніком, інженером, звукооператором.
Помер 5 жовтня 1991 р.

## Фільмографія
Оформив фільми:
- «Їхали ми, їхали» (1963),
- «Сон» (1964),
- «Дні льотні» (1965),
- «На Київському напрямку» (1968),
- «Вулиця тринадцяти тополь» (1969),
- «Важкий колос» (1970),
- «Захар Беркут» (1971),
- «Тут нам жити» (1973),
- «Дід лівого крайнього» (1973),
- «Мріяти і жити» (1974),
- «Тривожний місяць вересень» (1975),
- «Свято печеної картоплі» (1976),
- «Якщо ти підеш» (1977),
- «Море» (1978),
- «Дачна поїздка сержанта Цибулі» (1979),
- «Ніч коротка» (1981),
- «Ще до війни»,
- «На вагу золота» (1983),
- «Які ж ми були молоді» (1985),
- «Моя люба…» (1987),
- «Камінна душа» (1988, в титрах — Анатолій Чорнооченко)
- «Кому вгору, кому вниз» (1991) та інші фільми…